# Donald Trump Jr.

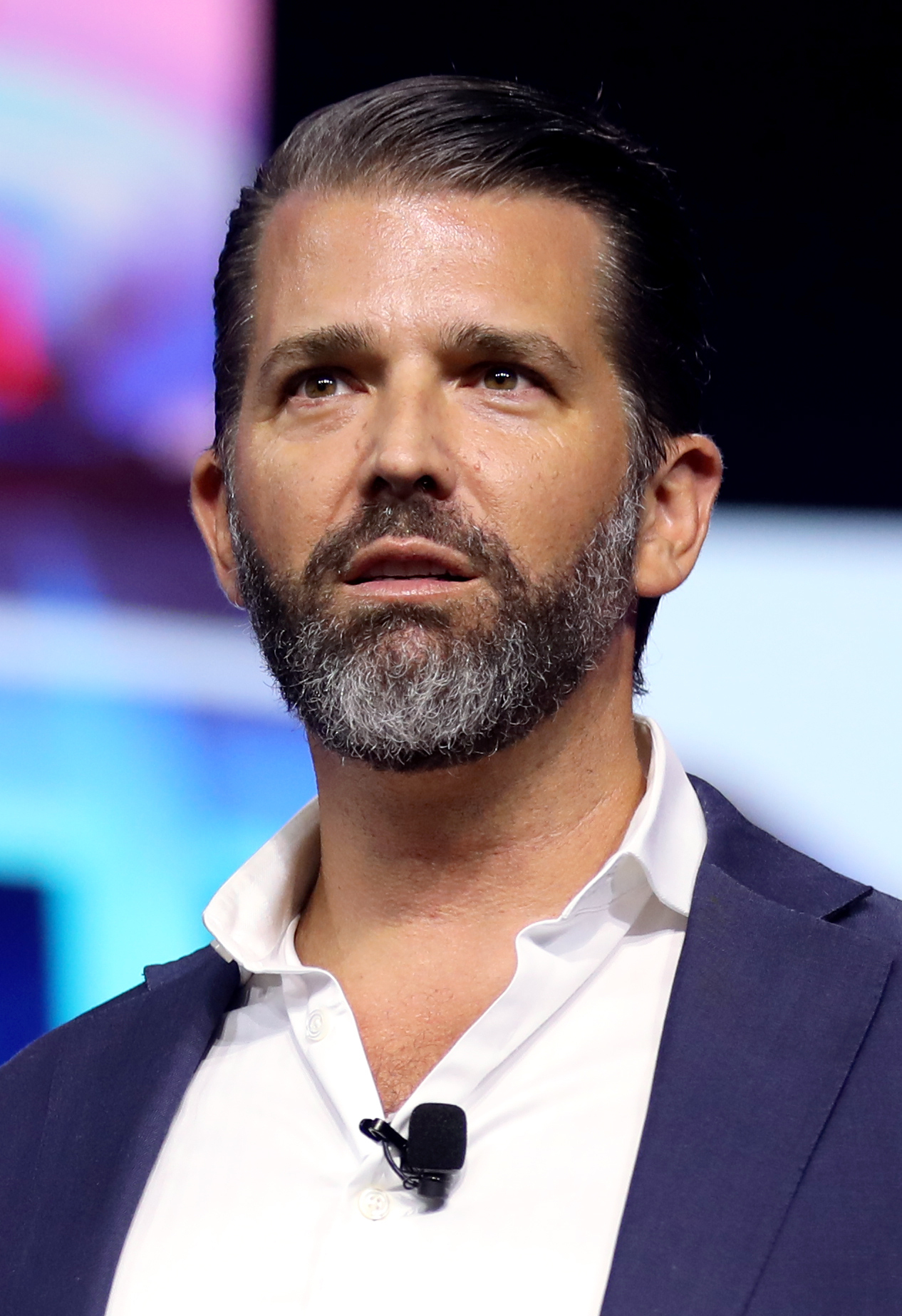
Donald Trump Jr. (2024)

Donald John „Don“ Trump Jr. (* 31. Dezember 1977 in New York City) ist ein amerikanischer Unternehmer. Seit 2017 ist er CEO der Trump Organization. Sein Vater ist Donald Trump, der ehemalige und amtierende Präsident der USA.

## Leben
Donald Trump Jr., meist Don Trump oder Don Junior genannt, ist das älteste der drei Kinder von Donald Trump und dessen erster Ehefrau Ivana. Aus der Ehe gingen noch seine Schwester Ivanka (* 1981) und sein Bruder Eric (* 1984) hervor. Aus den beiden späteren Ehen seines Vaters hat er die Halbschwester Tiffany (* 1993) und den Halbbruder Barron (* 2006).
Trump Jr. studierte an der University of Pennsylvania, an der er einen Bachelor of Science in Wirtschaftswissenschaft erwarb. Nach seinem Abschluss nahm er eine einjährige Auszeit; er fuhr Ski in Aspen, angelte, campte, lebte in einem Truck und jobbte als Barkeeper.
Später arbeitete er für das Familienunternehmen The Trump Organization, ein Mischkonzern, der Immobilienprojekte (vornehmlich Wolkenkratzer und Hotels) entwickelt und Golfplätze baut und betreibt. Das Unternehmen hat über 20.000 Beschäftigte. Sein Vater kündigte am 12. Dezember 2016 an, dass Don und sein Bruder Eric während seiner Präsidentschaft an seiner Stelle die Leitung des Unternehmens übernehmen werden.

### Wahlkampfunterstützung für seinen Vater
Donald Trump Jr. ist als engagierter und vorbehaltloser Unterstützer der Politik seines Vaters bekannt, nimmt teilweise noch extremere Positionen als dieser ein und wurde als „Trumpier than Trump“ charakterisiert. Er nahm, wie auch seine beiden Geschwister, oft an Wahlkampfauftritten und Presseterminen seines Vaters teil. Auf der Republican National Convention 2016 hielt er eine Rede und warb dabei für seinen Vater. Zuvor hatte er das Abstimmungsergebnis der Delegierten für den Staat New York verlesen, das Donald Trump formal die absolute Mehrheit an Stimmen verschaffte, um zum offiziellen Kandidaten nominiert zu werden. Zur gleichen Zeit brachten Medien Donald Trump Jr. als potenziellen Kandidaten der Republikaner für das Amt des Bürgermeisters von New York City im Jahr 2017 ins Gespräch. Er zeigte sich nicht abgeneigt, wies aber darauf hin, dass aufgrund der politischen Geografie die Wahl eines Republikaners in der Stadt sehr schwierig sei.
Im September 2016 unterstellte er den Medien Parteilichkeit und behauptete:

“They’ve let her [Hillary Clinton] slide on every indiscrepancy [sic], on every lie, on every DNC game trying to get Bernie Sanders out of this thing. If Republicans were doing that, they’d be warming up the gas chamber right now.”

„Sie haben sie [Hillary Clinton] mit jeder Indiskrepanz [sic], jeder Lüge, jedem Democratic-National-Convention-Spielchen, das darauf abzielte, Bernie Sanders aus dieser Sache rauszubekommen, durchkommen lassen. Wenn die Republikaner das gemacht hätten, hätten sie schon mal die Gaskammer vorgewärmt.“

Die Anti-Defamation League sah in diesem Ausdruck eine Trivialisierung des Holocaust. Don erwiderte, er habe damit nicht die Gaskammern der Nazis, sondern die der USA (im Rahmen staatlicher Exekutionen) gemeint.

### Ermittlungen zu Russland-Verbindungen
Im Rahmen der Vorwürfe, dass die Wahlkampagne seines Vaters zur Präsidentschaftswahl 2016 unerlaubte Kontakte mit russischen Stellen hatte und dabei mit diesen kollusiv zum Schaden Hillary Clintons zusammenwirkte, geriet im Juli 2017 auch Donald Trump Jr. in den medialen Fokus. Es wurde ein Treffen mit russischen Vertretern am 9. Juni 2016 im Trump Tower bekannt, an dem er mit dem damaligen Wahlkampfmanager Trumps Paul Manafort und seinem Schwager Jared Kushner teilgenommen hatte. Die zuvor ausgetauschten E-Mails zeigen, dass Trump Jr. das Treffen mit der russischen Anwältin Natalja Wesselnizkaja deshalb organisiert hatte, weil diese ihm belastendes Material über Hillary Clinton in Aussicht gestellt hatte. Damit wurde erstmals ein Russland-Kontakt des engsten Wahlkampfteams um Trump in kollusiver Absicht nachgewiesen. Donald Trump Jr. musste am 24. Juli 2017 – wie auch Manafort – in geheimer Sitzung vor dem Justizausschuss des US-Senats aussagen, nachdem sie der Vorsitzende Chuck Grassley mit Androhung einer Subpoena vorgeladen hatte.

### Kontakte zu Gentry Beach
Am 12. März 2018 wurde bekannt, dass Trump Jr. eine enge Geschäftsbeziehung mit dem texanischen Hedgefonds-Manager Gentry Beach nicht gemeldet hatte, der Millionen US-Dollar für die Kampagne seines Vaters sammelte und nach der Wahl Zugang zur Regierung hatte. Beach soll sich mehrfach mit Mitgliedern des Nationalen Sicherheitsrates getroffen haben, um die US-Politik gegenüber Venezuela zu beeinflussen.

### Präsidentschaftswahl 2020
Am 5. November 2020 um 11:45 Uhr twitterte Trump Jr., dass es das Beste für Amerikas Zukunft wäre, wenn sein Vater einen totalen Krieg beginnen würde, um den Betrug um die Wahl zu enthüllen. Zu dieser Zeit stand noch kein Wahlsieger der US-Präsidentschaftswahl von 2020 fest. Der Tweet lautet wie folgt: 
“The best thing for America’s future is for @realDonaldTrump to go to total war over this election to expose all of the fraud, cheating, dead/no longer in state voters, that has been going on for far too long. It’s time to clean up this mess & stop looking like a banana republic!“ – (Tweet von 5. November 2020, 11:45 Uhr)
Laut Textnachrichten von Trump Jr. hatte dieser bereits während der Auszählung den Plan kommuniziert, im Falle von Wahlniederlagen gegen die Wahlergebnisse in den einzelnen Bundesstaaten zu klagen.
Während des Sturm auf das Kapitol in Washington 2021 sandte Trump Jr. mehrere eindringliche Textmeldungen an Mark Meadows, den Stabschef des Weißen Hauses, in denen er diesen aufforderte, auf den Präsidenten einzuwirken, „diesen Unsinn sofort zu beenden“. Die Textmeldungen wurden später bei einer Anhörung des Ausschusses zur Untersuchung der Vorfälle am Kapitol am 13. Dezember 2021 als Beweis genommen, dass Präsident Trump über die Vorgänge informiert war und trotzdem nichts dagegen unternahm.

### Zweite Präsidentschaft Donald Trumps, ab 2024
Nach der US-Präsidentschaftswahl 2024 hatte Trump Jr. Einfluss auf die Kabinettsbildung seines Vaters; so soll er diesen dazu überredet haben, Trumps ehemaligen Außenminister Mike Pompeo und seiner früheren Uno-Botschafterin Nikki Haley keinen Posten in Trumps zweiten Kabinett zu geben. Ihm schienen die beiden nicht loyal genug.

## Privatleben

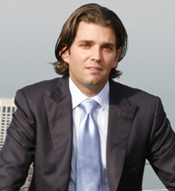
Donald Trump Jr. (2009)

Trump Jr. lernte 2003 Vanessa Haydon bei einer Modenschau kennen. Sie heirateten am 12. November 2005. Zusammen haben sie fünf Kinder: Tochter Kai Madison (* Mai 2007), Donald John III (* Februar 2009), Tristan Milos (* Oktober 2011), Spencer Frederick (* Oktober 2012) und Chloe Sophia (* Juni 2014).
Im März 2018 reichte Vanessa Trump die Scheidung ein. Sie sind seit Ende 2018 geschieden.

Trump war dann ab 2018 in einer Beziehung mit Kimberly Guilfoyle, einer ehemaligen Moderatorin des Nachrichtensenders Fox News. Vor der zweiten Wahl seines Vaters 2024 begann Trump Jr. sich mit Bettina Anderson zu treffen. Nach der Wahl wurde im Dezember bekannt, dass die Verlobung mit Guilfoyle gelöst wurde.
Donald Trump Jr. stellte seine älteste Tochter Kai auf dem Nominierungsparteitag der Republikanischen Partei vor. Sie hielt dort eine Lobrede auf ihren Großvater Donald Trump.